# Phare de São Julião
Le phare de São Julião  est un phare situé dans le Fort de São Julião da Barra, qui se trouve dans la freguesia de São Julião da Barra de la municipalité de Oeiras, dans le district de Lisbonne (Région de Lisbonne-et-Val-de-Tage au Portugal).
Il est géré par l'autorité maritime nationale du Portugal à Oeiras (Grand Lisbonne).
Le Fort de São Julião da Barra est la résidence officielle du ministre d'État de la Défense Nationale. Il est classé comme Immeuble d'intérêt public.

## Histoire
La construction phare de São Julião a commencé en 1553 et il est devenu opérationnel en 1761. Le feu était protégé dans le haut de la tour et était visible à travers les fenêtres. Il était alimenté à l’huile d'olive. En 1775, le feu bénéficie d’une modernisation par l'installation de lampes de type Argand avec des réflecteurs paraboliques. En 1848 et 1865, il a de nouveau été modernisé, en recevant un système lenticulaire de quatrième lentille de Fresnel, produisant une lumière blanche fixe alimentée au gaz distillé de bois.
En 1885, l'éclairage s'est fait au gaz de pétrole. Le phare connaît de nouvelles réparations en 1893 et 1913, puis l'installation d'une corne de brume en 1916. Le signal de brume n'a pas fonctionné duant la Première Guerre mondiale.
En raison de la résolution de la Conférence du balisage maritime tenue à Lisbonne en 1933 qui a interdit les feux fixes dans les grandes villes, la lumière du phare, qui était un feu fixe blanc et rouge, est devenu un feu à occultations qui fut raccordé au réseau public électrique. Le signal de brume à air comprimé a été remplacé par une sirène électrodynamique.
C'est une tour carrée en maçonnerie de 24 mètres de haut, avec une galerie crénelée et une lanterne. La tour est en pierre et la lanterne est peinte en blanc avec un dôme rouge.
Le phare de São Julião a toujours une grande importance pour les marins, car il sert d'alignement, avec le phare de Bugio, pour l'entrée et la sortie de la barre de Lisbonne, appelé le passage entre les tours marquant l'entrée dans l'océan. Le feu à occultations rouge émet un éclat de 3 secondes toutes les 5 secondes d'une portée de 22 km.
Identifiant : ARLHS : POR053 ; PT-206 - Amirauté : D2124 - NGA : 3400.
|                             |
| Fort de São Julião da Barra |

|                        |
| Le phare (vue du ciel) |

### Lien connexe
- Liste des phares du Portugal